# Lukáš Hartig
Lukáš Hartig (Býchory, 28 ottobre 1976) è un ex calciatore ceco, attaccante.

## Carriera
Ha giocato nella prima divisione ceca, in quella slovacca ed in quella russa.

## Palmarès

### Club

#### Competizioni nazionali
- Kubok Prem'er-Liga: 1

Zenit: 2003
- Supercoppa di Slovacchia: 1

Artmedia Bratislava: 2005
- Fotbalová národní liga: 1

Bohemians Praga: 2008-2009
- Campionato slovacco: 1

Slovan Bratislava: 2010-2011
- Coppa di Slovacchia: 1

Slovan Bratislava: 2010-2011